# Albert Forner
Albert Forner (n. Silla, Valencia; 27 de noviembre de 1954) es un actor español de teatro, cine, televisión y de voz.
Empezó su carrera en los teatros con la compañía Albena Teatre interpretando obras como Visanteta de Favara, Un enemic del poble y 13, esta última, con Carles Alberola de director.

## Filmografía
- Els savis de la Vilatrista (1992) (serie)
- El parc (1993) (serie)
- La camisa de la serp (1996)
- Best-Seller: El premio (1996)
- El móvil (1997)
- Periodistas (1998) (serie)
- Querido maestro (1998)
- Laura (1998)
- Ladrón de multas (1999)
- La ciudad de los prodigios (1999)
- Pepe Carvalho (1999) (serie)
- Quiero morir (2000)
- Crims (2000) (serie)
- Anita no pierde el tren (2001)
- Temps de silenci (2001) (serie)
- Severo Ochoa. La conquista de un Nobel (2001) (miniserie)
- Freetown (2002) (serie)
- Policías, en el corazón de la calle (2000-2003) (serie)
- Dripping (2003)
- El comisario (2005) (serie)
- Autoindefinits (2005) (serie)
- Agua con sal (2005)
- El mejor mecanógrafo del mundo (2005)
- La bicicleta (2006)
- La vida abismal (2007)
- Pacient 33 (2007)
- El caso Wanninkhof (2008) (serie)
- Amar en tiempos revueltos (2008) (serie)
- Guante blanco (2008) (serie)
- Asunto Reiner (2009) (serie)
- 9 meses (2010)
- Senyor Retor (2011)
- Emilia Pardo Bazán, la condesa rebelde (2011)
- Blockbuster  (2013)
- Dioses y perros (2014)
- Cruzando el sentido (2015)
- El último Brigadista (La historia de Josep Almudéver) (2018)